# NMake
Cet article court présente un sujet plus développé dans : Moteur de production.
 (août 2020).
Si vous disposez d'ouvrages ou d'articles de référence ou si vous connaissez des sites web de qualité traitant du thème abordé ici, merci de compléter l'article en donnant les références utiles à sa vérifiabilité et en les liant à la section « Notes et références ».
NMake est un moteur de production créé par Microsoft permettant d'utiliser des makefiles sous Windows. La syntaxe des makefiles écrits pour NMake est très similaire à celle utilisée par GNU Make et BSD Make.